# Automeris janus
Espèce
Automeris janus est une espèce de lépidoptères (papillons) de la famille des Saturniidae.
On le rencontre notamment en Guyane.